# Olga Benario-Prestes

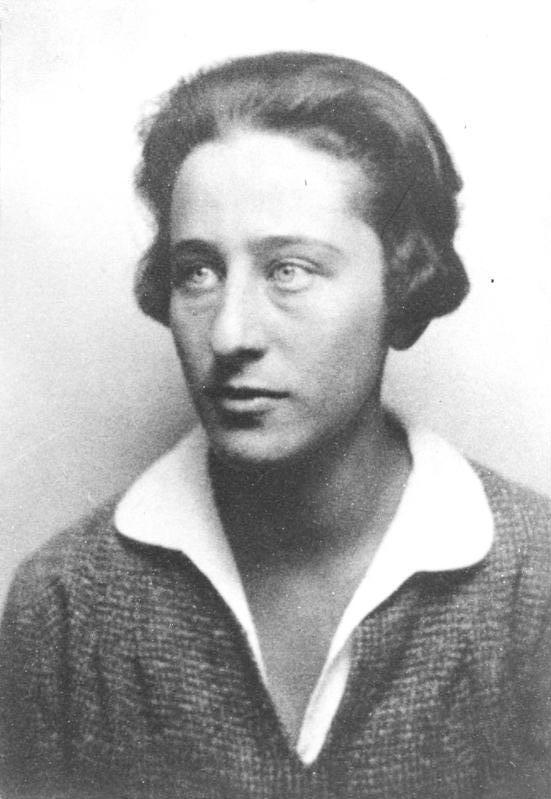
Olga Benario-Prestes (1928)

Olga Benario-Prestes (* 12. Februar 1908 in München; † 7. April 1942 in der Tötungsanstalt in Bernburg) war eine deutsche Kommunistin und ein Opfer des Nationalsozialismus.

## Leben

### Weimarer Republik
Olga Benario war das jüngste Kind einer jüdischen Anwaltsfamilie. Ihr Bruder Otto Benario war sieben Jahre älter. Ihr Vater Leo Benario war ein renommierter sozialdemokratischer Anwalt mit Kanzlei in München, der auch Mittellose in Rechtsstreitigkeiten unterstützte. Die Mutter Eugenie Benario, eine geborene Guttmann, stammte aus der wohlhabenden Nürnberger Gesellschaft.

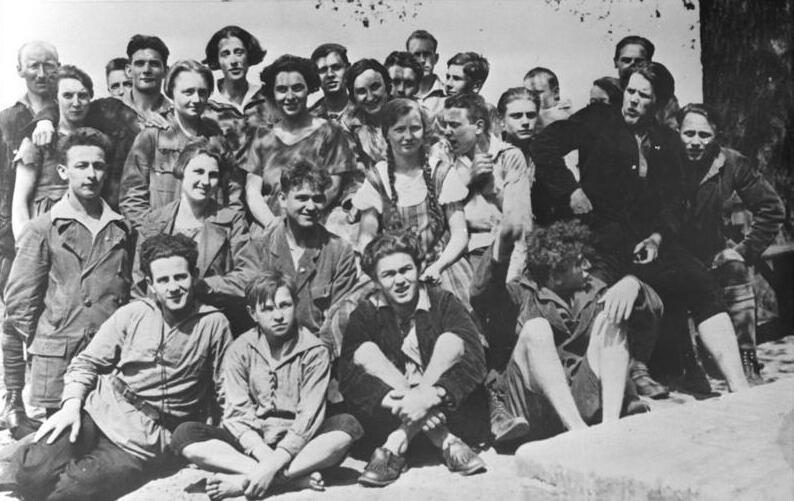
Olga Benario-Prestes (letzte Reihe) mit einer Gruppe des KJVD (1926/27), Aufnahme aus dem Bundesarchiv

Da Olga Benario politisch und gesellschaftlich sehr interessiert war, gab der Vater ihr Anwaltsakten über verurteilte Linke zu lesen. Damit wurde der Grundstein für ihre politische Weltanschauung gelegt. Olga Benario besuchte das Münchner Luisengymnasium und begann nach der 10. Klasse bei dem Verleger und Freund der Familie Georg Müller eine Ausbildung als Buchhändlerin, die sie allerdings nach einem Jahr abbrach. Olga Benario gehörte von 1921 bis 1923 dem Jung-Jüdischen Wanderbund an und wurde danach Mitglied des Kommunistischer Jugendverband Deutschland. 1925 folgte sie ihrem späteren Lebensgefährten Otto Braun von München nach Berlin, wo sie für den KJVD in Berlin-Neukölln und für die KPD arbeitete und bis in den Bezirksvorstand des KJVD Berlin aufstieg. Sie war Stenotypistin in der Internationale Arbeiterhilfe und in der Sowjetischen Handelsvertretung. Braun und Olga Benario wurden im Oktober 1926 wegen des Verdachts auf Hochverrat verhaftet, doch erwirkte ihr Vater im Dezember 1926 die Freilassung seiner Tochter.
Braun wurde von Oberreichsanwalt Paul Vogt des Hochverrats und der Spionage angeklagt und inhaftiert. Nach KPD-Angaben führte Olga Benario eine vom KPD-Nachrichtendienst organisierte bewaffnete Aktion zu seiner Befreiung an. Tatsächlich nutzte am 11. April 1928 gegen 8:50 Uhr eine von Hermann Dünow geleitete Gruppe von sieben KJVD-Genossen aus Berlin-Neukölln des M-Apparates der KPD einen Besuchstermin von Benario aus, um Braun aus dem Kriminalgericht Moabit zu befreien. Benario wurde mit Hilfe des geheimen Apparats der KPD in die Tschechoslowakei geschleust. Von dort gelangte sie mit Otto Braun nach Moskau.

### Sowjetunion
In Moskau war sie zunächst als technische Mitarbeiterin der Kommunistische Internationale tätig. 1933 erhielt Benario eine militärische Ausbildung in der Offiziersschule der sowjetischen Luftwaffe. Sie lernte Waffenkunde und Reiten, später auch Fallschirmspringen und Fliegen. Sie war die erste deutsche Frau, die eine militärische Ausbildung erhielt. Zudem veröffentlichte sie 1929 ein Buch über ihre Arbeit in der Kommunistischen Jugend Berlin und über den Blutmai 1929 im Moskauer Verlag Junge Garde (ins Russische übersetzt von Wladimir Rubin). Der sowjetische Verlag kündigte das Buch wie folgt an:

„Dieses Buch wurde von einer jungen Kommunistin verfasst, die 1928 ihren Genossen Otto Braun aus dem Moabiter Gefängnis befreit hat und mit ihm in die UdSSR geflohen ist. Die Genossin Benario schildert die Arbeitsbedingungen und den Alltag der Kommunistischen Jugend Berlins. Sie erzählt von ihrer Arbeit in Bezirksausschüssen und Betriebszellen, ihren Diskussionen mit den Gegnern, von Landausflügen und ihrem Kampf gegen die Faschisten. Die unmittelbare Beteiligung der Autorin an den beschriebenen Ereignissen macht die Erzählungen besonders interessant.“

1930/31 trennte sie sich von Otto Braun und reiste Anfang 1931 als Instrukteurin der Kommunistische Jugendinternationale in einer Mission unter den Tarnnamen „Eva Krüger“ zum Kommunistischen Jugendverband Frankreichs (Mouvement jeunes communistes de France) nach Paris. Nach der kurzzeitigen Verhaftung durch die französische Polizei am 1. August 1931 kehrte sie über Belgien und Deutschland in die Sowjetunion zurück.

### Brasilien

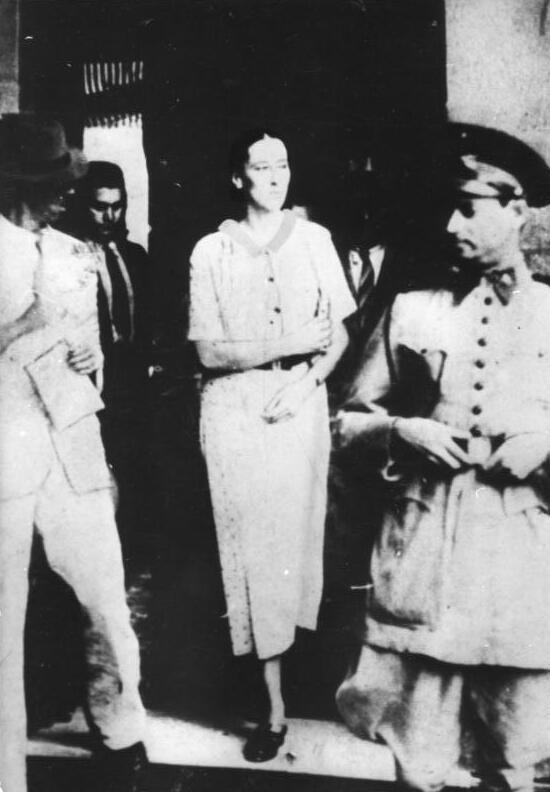
Olga Benario-Prestes während ihrer Verhaftung in Brasilien (1936)

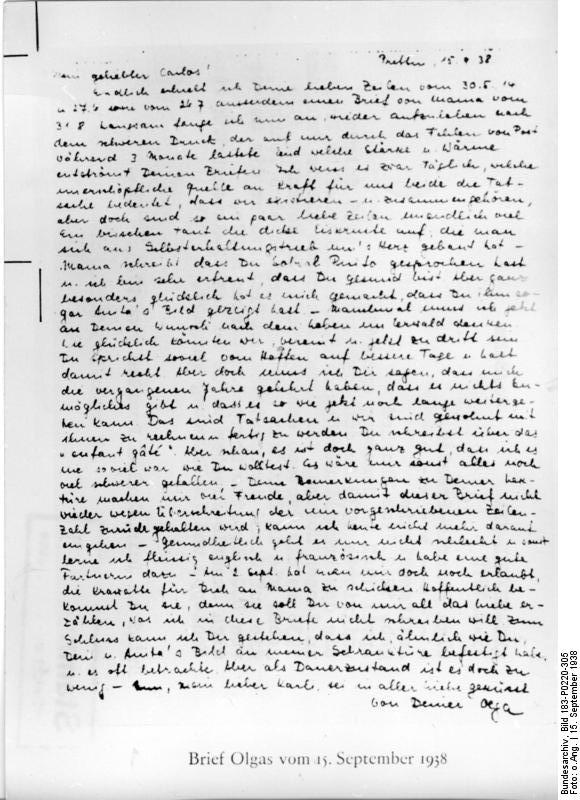
Brief an Luis Carlos Prestes vom 15. September 1938, aus dem Zentralen Parteiarchiv des Instituts für Marxismus-Leninismus beim Zentralkomitee der SED

Seit 1933 arbeitete sie für den Otdel meschdunarodnych swjasei (Abteilung für Internationale Verbindungen, OMS) der Komintern. Ende 1934 wurde Olga Benario in Moskau mit dem brasilianischen Hauptmann Luiz Carlos Prestes bekannt gemacht. Dieser hatte Mitte der 1920er Jahre als Anführer der Coluna Prestes, einer Teilbewegung der Tenentismo, einer Rebellionen der jungen Offiziere des brasilianischen Militärs, gegen die herrschende Oligarchie und die damalige Regierung Bernardes geleitet. Ziel dieser Rebellionen war eine Strukturreform des Landes. Nach dem Fehlschlag dieser Reformbemühungen lebte Prestes seit 1931 im Exil in Moskau.
Im Auftrag der Komintern wurde Benario als Prestes’ Leibwächterin zusammen mit ihm nach Brasilien gesandt, wo Prestes die Leitung eines sich vorbereitenden Aufstandes der Aliança Nacional Libertadora (ANL) gegen die autokratische Regierung von Getúlio Vargas übernehmen sollte. Auf der Reise tarnten sie sich als „deutsch-portugiesisches Ehepaar in den Flitterwochen“. In der Folge wurde aus der Beziehung eine tiefe Liebe. In Rio de Janeiro traf sie Elisabeth Ewert (genannt Sabo) und deren Ehemann Arthur Ewert, einen ehemaligen Reichstagsabgeordneten, sowie weitere aus der Sowjetunion angereiste Berufsrevolutionäre und Mitarbeiter der Komintern.
Der Aufstand vom 27. November 1935 schlug fehl, da die Unterstützung der Bevölkerung überschätzt wurde und die Regierungstruppen, offenbar durch den Verrat des kommunistischen Doppelagenten Johann de Graaf, informiert waren. Benario und Prestes tauchten unter und eine Verfolgungswelle gegen Linke setzte ein; es gab zahlreiche Tote, Tausende kamen in Gefängnisse. Elza Fernandes (1915–1936), die Ehefrau des Generalsekretärs der Kommunistischen Partei Brasiliens, Antonio Maciel Bonfim, wurde als Verräterin verdächtigt, da sie mehrmals verhaftet und wieder freigelassen und dann immer jemand festgenommen worden war. Die Kommunisten beschlossen mit Einwilligung von Prestes, die „Verräterin“ zu beseitigen, und ermordeten sie durch Strangulation.
Nach dem Ehepaar Ewert nahmen Polizisten im März 1936 auch Prestes und Benario fest. Im September wurde die schwangere Olga Benario zusammen mit der deutschen Mitverschwörerin Elisabeth Ewert auf Anweisung von Vargas nach Deutschland ausgeliefert. Filinto Müller, Polizeichef von Rio de Janeiro, brachte die beiden Frauen am 21. September 1936 persönlich zur Auslieferung auf das deutsche Schiff La Coruña. Das widersprach brasilianischem Gesetz, wonach eine Frau, die ein Kind von einem Brasilianer erwartete, nicht ausgewiesen werden durfte.

## Zeit des Nationalsozialismus

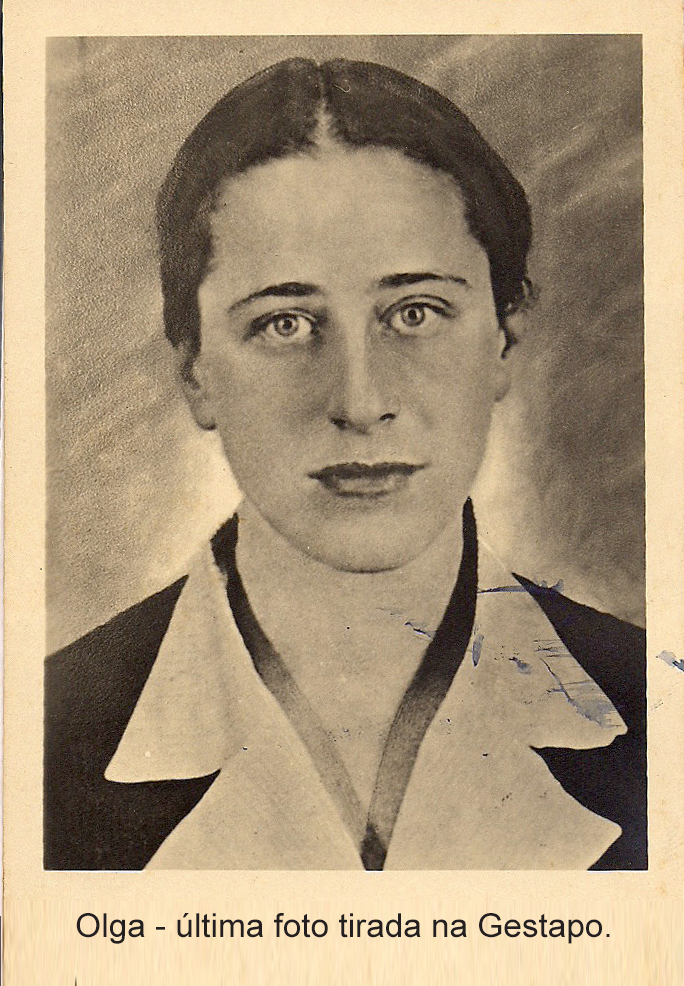
Gestapo

Im Frauengefängnis Barnimstraße in Berlin brachte sie am 27. November 1936 ihre Tochter Anita Leocádia Prestes zur Welt. Bis zum Januar 1938 blieb das Kind bei der Mutter. Da Luís Carlos Prestes die Vaterschaft erklärte, übergab die Gestapo die Tochter im Januar 1938 der Großmutter Leocadia Prestes.
Olga Benario wurde im Februar 1938 in das KZ Lichtenburg verlegt, wo sie Elisabeth Ewert wiedersah. Im Mai 1939 wurde sie in das KZ Ravensbrück verlegt, wo sie von den Wärterinnen als „Stalins Agentin“ bezeichnet und mit Einzelhaft und Essensentzug bestraft wurde. Während dieser Zeit half ihr die Mitgefangene Ilse Gostynski, die Olga Benario schon aus dem KZ Lichtenburg kannte, mit heimlichen Essensrationen zu überleben. Im Herbst 1939 wurde Benario von der Häftlingslagerleitung zur Blockältesten im Judenblock bestimmt. Prestes’ Mutter erwirkte Papiere zur Ausreise Benarios nach Mexiko, die aber im August 1939 vom Reichssicherheitshauptamt abgelehnt wurde.
Ihre Tochter Anita Leocádia Prestes beschreibt in ihrem Buch über ihre Mutter, dass diese selbst noch im KZ widerständig blieb, ihren Mitgefangenen half und sie agitierte. Sie zitiert aus einem Gestapo-Dossier über Benario diesen Satz ihrer Mutter:

„Wenn andere zum Verräter geworden sind, ich werde es jedenfalls nicht.“

Benario wurde am 7. April 1942 zusammen mit anderen Häftlingen des KZ Ravensbrück im Rahmen der „Aktion 14f13“ in der Tötungsanstalt Bernburg in der Gaskammer ermordet. Ihr Vater war im Februar 1933 gestorben, ihre Mutter starb 1943 im KZ Theresienstadt. Die Gestapo fälschte den Totenschein und behauptete, dass sie an einer Herzinsuffizienz bei Darmverschlingung und Peritonitis verstorben sei. Ihr Bruder Otto Benario wurde am 28. September 1944 im KZ Auschwitz ermordet.

## Weiteres
Die Gestapo war durch übereinstimmende detaillierte Berichte, die bis 1933 zurückreichen, von mehreren V-Leuten kommunistischer Herkunft über Arbeit und Aufenthalte von Olga Benario und über ihre persönlichen und Partei-Beziehungen zu verschiedenen Funktionären informiert.
Ob Olga Benario, wie sie gegenüber der Gestapo stets behauptete, mit Luis Carlos Prestes verheiratet gewesen war, erscheint zweifelhaft. Laut den 2016 in einer literarischen Bearbeitung durch Robert Cohen veröffentlichten Gestapodokumenten aus dem Staatlichen Russischen Militärarchiv (RGVA) in Moskau konnten weder Benario noch Prestes oder irgendwelche offiziellen Stellen in Moskau, Paris oder Brasilien die entsprechenden Dokumente beibringen. Die Ehe wurde wohl lediglich behauptet, um eine Abschiebung aus Brasilien zu verhindern und später zu ermöglichen, dass zumindest die Tochter Anita an die Mutter von Prestes übergeben werden konnte.
Die Tochter Anita Leocádia Prestes, eine Historikerin, lebt in Brasilien.

## Werk
- Berliner Kommunistische Jugend, aus dem Russischen von Kristine Listau mit einem Vorwort von Anita Leocádia Prestes, Verbrecher Verlag, Berlin 2024, ISBN 978-3-95732-568-6.

## Ehrungen

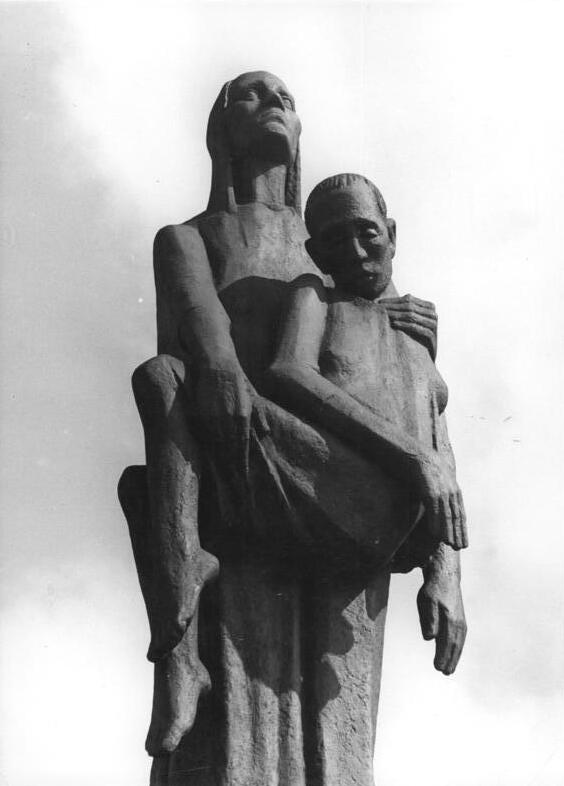
Skulptur Tragende von Will Lammert in Ravensbrück, mit Olga Benario als Vorbild

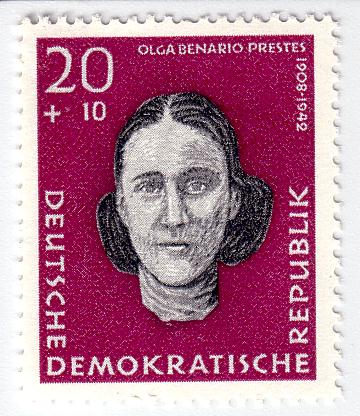
Sonderbriefmarke der DDR, 1959

Zusammen mit Hilde Coppi und Liselotte Herrmann war Benario-Prestes Symbol für von den Nazis ermordete Mütter, die ihre Kinder im Frauengefängnis Barnimstraße zur Welt gebracht hatten. In der DDR wurden Schulen, Kindergärten und Straßen nach Olga Benario benannt. An ihrem Sterbeort in Bernburg trug die ehemalige III. Volksschule (eröffnet 1901) und heutige Grundschule Johann Wolfgang von Goethe von 1979 bis 1991 den Namen 3. POS Olga Benario-Prestes. Auf dem Vorplatz der Schule wurde auch ein Denkmal für Olga Benario errichtet. Die einzige Erweiterte Oberschule für Körperbehinderte der DDR in Birkenwerder trug ebenfalls ihren Namen.
Auch in Magdeburg war eine POS nach ihr benannt. In Gera-Lusan trug die 29. POS ihren Namen. Die Schule wurde 1980 errichtet und 2020 abgerissen.
Während der großen Jahrestage anlässlich der Befreiung des KZ Ravensbrück wurde Olga Benario-Prestes neben Yevgenia Klemm, Antonina Nikiforova, Mela Ernst, Rosa Jochmann, Käthe Niederkirchner, Rosa Thälmann, Olga Körner, Martha Desrumaux, Minna Villain und Maria Grollmuß in der Nationalen Mahn- und Gedenkstätte Ravensbrück (DDR) regelmäßig öffentlich als ehemalige Inhaftierte geehrt.
An Olga Benario erinnert die Berliner Galerie Olga Benario.
Der Jugendfilmclub Olga Benario in Frankfurt (Oder), eine Jugendherberge in Gräfenroda (Thüringen), eine Senioreneinrichtung in Schwedt, Kitas in Sellin auf Rügen und Rathenow (Brandenburg) sowie Straßen unter anderem in Berlin-Prenzlauer Berg, Jena und Bernburg (Saale) tragen ihren Namen.
Im Februar 2019 eröffnete in ihrer Heimatstadt München das linke Zentrum Barrio Olga Benario. Die Skulptur Tragende von Will Lammert auf dem Gelände der Mahn- und Gedenkstätte Ravensbrück hat Olga Benario zum Vorbild.
Der Offenbacher Verlag Olga Benario und Herbert Baum ist nach ihr und dem ebenfalls von den Nazis verfolgten Herbert Baum benannt.
Im November 2022 wurde im Rahmen des Projekts Erinnerungszeichen für Opfer des NS-Regimes in München an ihrer ehemaligen Schule in der Luisenstraße 7 in München eine Gedenktafel für sie angebracht.

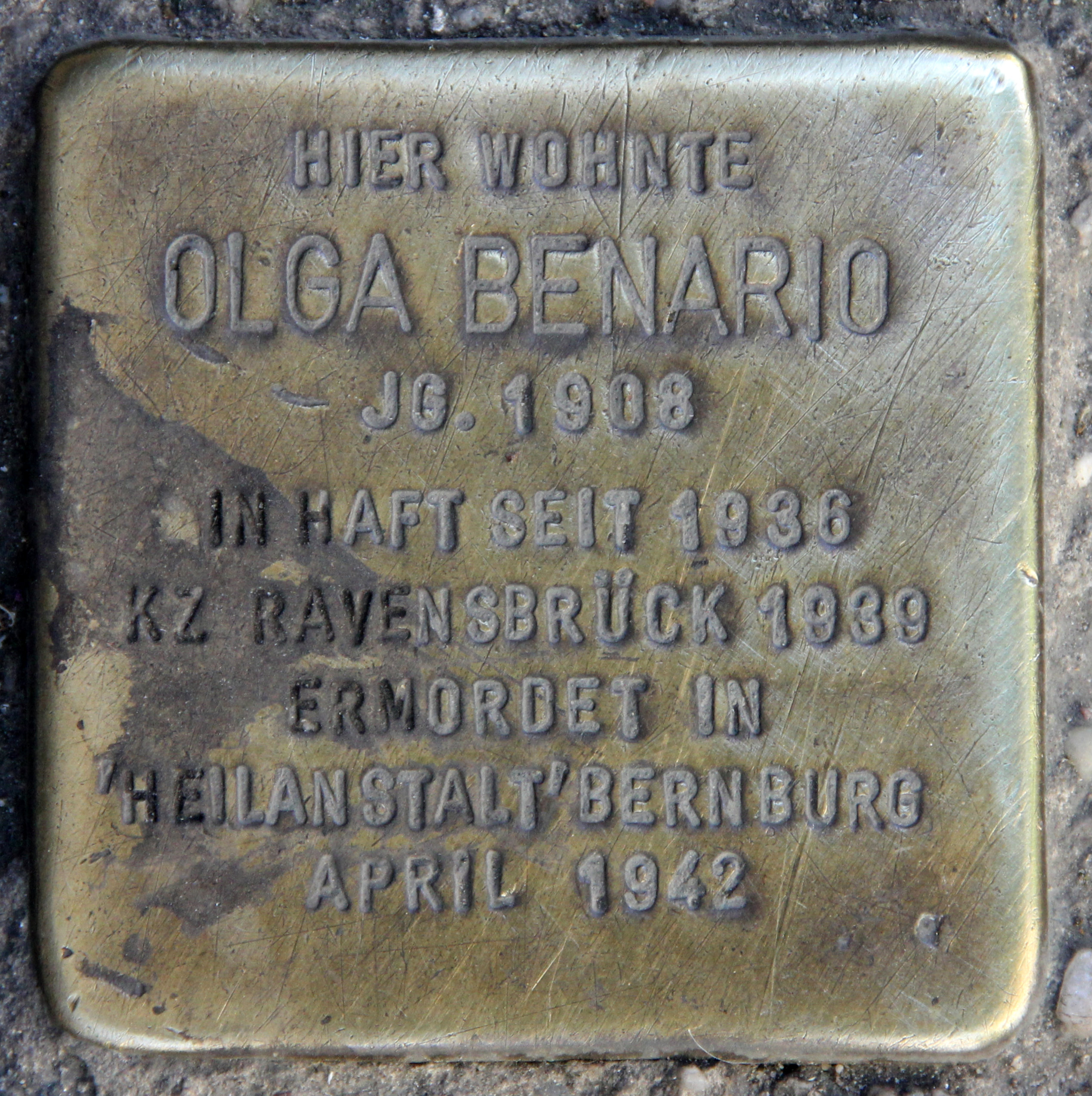
Stolperstein, Innstraße 24, in Berlin-Neukölln

Im Mai 2023 wurde vor ihrem ehemaligen Wohnhaus in Berlin-Neukölln, Innstraße 24 / Ecke Donaustraße, ein Stolperstein im Beisein der eigens dazu angereisten Tochter Anita Prestes verlegt.

### Weitere Darstellung in der bildenden Kunst
- Marguerite Blume-Cárdenas: Olga Benario-Prestes (1979, Porträtbüste, Bronze; auf der IX. Kunstausstellung der DDR)[25]

## Medien
- 1992 fand die Uraufführung des Theaterstücks Olgas Raum von Dea Loher statt. Es wurde seitdem in vielfältiger Weise gezeigt und neuinterpretiert.
- Aus dem Jahr 2004 stammt der Dokumentarfilm Olga Benario – Ein Leben für die Revolution von Galip İyitanır, Benario wurde in den Spielszenen dabei von Margrit Sartorius dargestellt.
- Ebenfalls 2004 kam der Spielfilm Olga nach der Biographie von Fernando Morais in die Kinos. Regie führte Jayme Monjardim, in der Titelrolle war Camila Morgado zu sehen.[26] Ein großer Publikumserfolg in Brasilien, wurde der Film von der Kritik als zu kitschig und zu sehr auf die Liebesgeschichte reduziert verrissen. Ab dem 31. August 2006 lief der Film in stark gekürzter Form auch in deutschen Kinos.
- Weiterhin gibt es ein Tanzstück über sie von Catharina Gadelhas, das den Titel Olga trägt.[27]
- Der Bayerische Rundfunk strahlte am 7. Juli 2007 die Sendung Ich habe für das Richtige, das Gute, das Beste gekämpft. Das revolutionäre Leben der Olga Benario von Monika Meister aus.[2]
- Am 14. Oktober 2006 wurde die Oper Olga des brasilianischen Komponisten Jorge Antunes mit Libretto auf Portugiesisch von Gerson Valle am Theatro Municipal in São Paulo uraufgeführt. Die ursprüngliche Oper war schon seit 1997 fertig, allerdings fand sich aus politischen Gründen kein Theater bereit, sie aufzuführen.
- Eine Dramatisierung für das Sprechtheater von Damaris Nübel unter dem Titel Auf Olga Benario! wurde am 13. November 2008 in der Münchener Schauburg uraufgeführt. Das Stück rekonstruiert Benarios Leben aus der Sicht ihrer Tochter Anita, deren Vater Luís Carlos Prestes und dessen Mutter.
- Im Roman Exil der frechen Frauen von Robert Cohen (s. Literatur) ist Olga Benario eine der drei Hauptfiguren.
- Ein Hörbuch mit dem Titel Die Unbeugsame – Olga Benario in ihren Briefen und in den Akten der Gestapo, Regie: Ute Kaiser, erschien im April 2020 bei Nemu Records, Köln ISBN 978-3-00-064887-8
- Das dokumentarisches Musiktheater „Ich heb’ dir die Welt aus den Angeln“ der Neuköllner Oper schildert das Leben von Olga Benario.[28]